# ارکیده لعاب‌دار صورتی
ارکیده لعاب‌دار صورتی (نام علمی: Elythranthera emarginata) نام یک گونه از سرده ارکیده‌های لعاب‌دار است.